# Бел Аурора
Бел Аурора (на английски: Belle Aurora) е австралийска писателка на произведения в жанра любовен роман, романтичен съспенс и хумор.

## Биография и творчество
Бел Аурора е родена на 18 март 1987 г. в Аделейд, Австралия. Израства в семейство от хърватски произход. От ранна възраст се запалва по книгите, а след прочитане на романа на Сандра Браун, „С дъх на скандал“, се влюбва в романтичната литература.
Първият ѝ роман „Приятелска зона“ от едноименната поредица е издаден през 2013 г. Той е хумористична история за приятелство между момче и момиче, Николай Леоков и Валентина Томич, което прераства в с времето в нежност и любов.
През 2015 г. е издаден романът ѝ „Лев“. Бездомната и млада Мина Харис е отчаяна и гладна, и влиза в първия бар, „Кървящи сърца“, който се оказва известен стриптийз клуб. Там е хваната в кражба на портфейл от Лев Леоков, свързан с легендарната руска мафия „Братва“, който ѝ поставя условие да работи в клуба и да живее в дома му, а тя няма какво повече да загуби.

## Произведения

### Самостоятелни романи
- Willing Captive (2014)[1][2]
- About Last Night (2015)
- Clash (2020)
- Bound to Him (2022)

### Поредица „Приятелска зона“ (Friend-Zoned)
1. Friend-Zoned (2013)[1][2]
2. Love Thy Neighbor (2013)
3. Sugar Rush (2014)

### Поредица „Нощна фурия“ (Night Fury)
1. First Act (2014)[1]
2. Second Act (2014)

### Поредица „Сурово семейство“ (Raw Family)
1. Dirty (2016)
2. Rebirth (2018)

### Поредица „Повикан изтрел“ (Shot Callers)
1. Lev (2015)[1][3]
Лев, изд.: „Сиела“, София (2022), прев. Цветана Генчева
2. Vik (2021)
Вик, изд.: „Сиела“, София (2023), прев. Цветана Генчева
3. Sasha (2020)

### Поредица „Относно последната нощ“ (About Last Night)
1. About Last Night (2015)[2]
2. And Another Thing ()

### Сборници
- Felony Ever After (2016) – с други[1]